# Erika Riemann
Erika Riemann Född 25 december 1930 i Mühlhausen/Thüringen, dåvarande Östtyskland, död 27 juli 2021, var en tysk författare. 
När hon var fjorton år tog hon ett läppstift och på ett porträtt av Stalin ritade hon en rosett i diktatorns mustasch. På grund av detta arresterades hon för "Antirevolutionär verksamhet" och sändes till Sovjetisk gulag 1945. Hon överlevde koncentrationslägret och frigavs 1954.
Över sjuttio år gammal skrev Erika Riemann boken "Die Schleife an Stalins Bart - Ein Mädchenstreich, acht Jahre Haft und die Zeit danach" (Hoffmann & Campe, 2002, / München, Piper, 2004, ISBN 3492240933). I boken beskrives hennes upplevelser av gulag och livet under en kommunistisk stat.
Boken har rönte stor uppmärksamhet och blev mycket omdiskuterad både i Tyskland och internationellt. Men den har ännu inte publicerats på svenska.